# Isabella Bretz
Isabella Bretz (Belo Horizonte, 14 de junho de 1989) é uma cantora, compositora, produtora cultural e analista internacional brasileira.
Iniciou sua carreira artística em 2012 com o álbum "Saudade", que foi seguido das obras "Canções Para Abreviar Distâncias: uma viagem pela língua portuguesa" (2017), "Retalho de Mundo" (2020),  "Pequenezas" (2022) e Cabeça Fora D'Água (2022).  

## Carreira
Após concluir sua formação em Relações Internacionais em 2010, Isabella preparava-se para um mestrado em 2012, quando decidiu gravar as músicas que havia composto até o momento. Envolveu-se mais do que o esperado com esse trabalho e decidiu, então, seguir carreira musical. O disco Saudade (produzido por Fernando Braga), trouxe 11 composições em inglês e uma em português.
Em 2014, passou uma temporada em Portugal, que ocasionou a mudança da artista para este país e a origem de mais obras em língua portuguesa. Atualmente, Isabella cria e conduz projetos que unem a cultura às relações internacionais, esspecialmente nas áreas de música e tecnologia, empoderamento feminino, lusofonia e diplomacia cultural.

### Sonora - Festival Internacional de Compositoras
O ano de 2016 foi marcado pelo surgimento do Sonora - Festival Internacional de Compositoras, que teve origem na hashtag #mulherescriando. Surgiu de uma iniciativa da musicista Deh Muss em resposta aos line-ups dos festivais, desproporcionalmente masculinos.
Com grande adesão e repercussão, algumas compositoras espalhadas pelo Brasil conversaram sobre a ideia de fazer um festival, denominado, então, Sonora: Deh Mussulini, Flávia Ellen, Amorina e Bia Nogueira (Belo Horizonte), Ana Luisa Barral (Salvador), LaBaq (São Paulo), Ilessi (Rio de Janeiro) e Isabella Bretz (BH, Lisboa e Dublin).
Isabella foi responsável pela internacionalização do evento, levando-o para Portugal e Irlanda. Em seguida, Buenos Aires (Kika Simone, Paula Oliveira e Vika Mora) e Barcelona (Mô Maiê) entraram na rede. Assim, houve a consolidação do festival como internacional, já em seu primeiro ano. A partir daí, outras mulheres foram entrando e agregando ideias e iniciativas. Hoje, trata-se de uma grande rede espalhada pelo mundo.
O Sonora funciona através de uma rede de produtoras locais que estão situadas em cada cidade onde os eventos acontecem e são conectadas e organizadas por uma Coordenação Geral, composta por uma equipe multidisciplinar de mulheres no Brasil e no mundo. Isabella faz parte dessa coordenação desde 2017, quando foi criada. A rede obteve, em seu pico de envolvimento, a participação de 74 cidades em 16 países.  

### Canções Para Abreviar Distâncias
Em 2017 Isabella lançou “Canções Para Abreviar Distâncias: uma viagem pela Língua Portuguesa”, disco no qual palavras de escritores da lusofonia, todos vivos, foram transformadas em sons: Adélia Prado (Brasil), José Luís Peixoto (Portugal), Mia Couto (Moçambique), Conceição Lima (São Tomé e Príncipe), Vera Duarte (Cabo Verde), Odete Semedo (Guiné-Bissau) Ana Paula Tavares (Angola) e Crisódio T. Araújo (Timor-Leste). O trabalho foi produzido em parceria com Rodrigo Lana (que também realizou as gravações, mix e master) e coproduzido por Matheus Félix. As ações musicais, que chegaram a importantes eventos nacionais e internacionais, logo transbordaram para atividades acadêmicas, oficinas, saraus e rodas de conversa.
Reconhecendo a importância do projeto, a organização internacional CPLP - Comunidade dos Países de Língua Portuguesa concedeu apoio institucional ao mesmo, em carta assinada por sua diretora, afirmando: “Registro com grande satisfação a realização deste projeto que homenageia a Língua Portuguesa e promove sua visibilidade interna e externa da nossa comunidade(...)”. Além da CPLP, outros apoios foram recebidos formalmente, como do Instituto Camões, Comissão Nacional da UNESCO (Portugal), União das Cidades Capitais de Língua Portuguesa (UCCLA), Museu Virtual da Lusofonia e outros.
O projeto foi levado a Portugal (continente e Açores), Cabo Verde, Islândia, Timor-Leste, Brasil, EUA, São Tomé e Príncipe e Inglaterra. Seu objetivo é diminuir as distâncias entre os povos lusófonos, promovendo o reconhecimento mútuo, o tratamento de temas delicados, além de levar um pouco de casa para quem está longe e difundir internacionalmente a língua portuguesa. Por seu trabalho nesta área, em 2023 foi convidada para ser mestre de cerimônias do Dia Mundial da Língua Portuguesa, na sede da UNESCO, em Paris. 

## Discografia
| Ano  | Título                           | Tipo de obra | Observações               |
| ---- | -------------------------------- | ------------ | ------------------------- |
| 2012 | Saudade                          | Álbum        |                           |
| 2017 | Canções Para Abreviar Distâncias | Álbum        |                           |
| 2019 | Novas Distâncias: Reykjavík      | EP           | Gravado na Islândia       |
| 2020 | De onde vem a canção             | Single       | Canção de Lenine          |
| 2020 | Retalho de Mundo                 | Álbum        |                           |
| 2022 | Pequenezas                       | Álbum        | Com o coletivo Pequenezas |
| 2022 | Cabeça Fora D'Água               | Álbum        |                           |

### Outros projetos musicais e colaborações
- Participação da banda Cartoon na faixa Devaneio, de "Retalho de Mundo" (2020). Pararticipação de Isabella na faixa Generation Y, do álbum "V" da banda (2017).
- Isabella musicou o poema Silêncio Amoroso, do escritor Affonso Romano, para o álbum "Balada dos Casais" de Thelmo Lins. O arranjo da banda Trivial e interpretação de Thelmo Lins.
- Em 2022, lançou o single "Respiro", com participação da cantora, compositora e pianista tcheca Markéta Irglová[48]. A música faz parte do álbum "Cabeça Fora D'Água", de Isabella e Rodrigo Lana. Na mesma obra, há também a participação do artista mineiro Renato Enoch, em "30 de Fevereiro".

## Audiovisual
Isabella se envolve em diferentes projetos no audiovisual. No “Pequenezas”, ao lado do cineasta, animador, artista plástico e músico Jackson Abacatu e do pianista, produtor e engenheiro de áudio Rodrigo Lana, lançou vários curtas-metragens. Com nomes como “Fiapo de infinito”,  “Centelha de Jornada” e “Pingo de Respiro”, há animações feitas com diferentes técnicas e cenas filmadas em variados lugares. As obras já estiveram presentes em vários festivais nacionais e internacionais:
| Ano  | Festival                                                                    | País      | Obra                | Resultado   |
| 2017 | Curta na UERJ                                                               | Brasil    | Fatia de Mutação    | Finalista   |
| 2018 | 5 Festival brasileiro de Nanometragem                                       | Brasil    | Fatia de Mutação    | Selecionado |
| 2018 | III Cine Paraíso                                                            | Brasil    | Fatia de Mutação    | Selecionado |
| 2018 | One Minute Festival                                                         | Irlanda   | Fatia de Mutação    | Finalista   |
| 2019 | 6 Festival Brasileiro de Nanometragem                                       | Brasil    | Centelha de Jornada | Selecionado |
| 2019 | IV Festival Internacional de Cineminutos de Córdoba                         | Argentina | Fatia de Mutação    | Selecionado |
| 2019 | M Film Festival                                                             | Portugal  | Fatia de Mutação    | Selecionado |
| 2019 | 27º Festival Internacional de Animação do Brasil - ANIMA MUNDI              | Brasil    | Pingo de Respiro    | Selecionado |
| 2019 | Mostra Mosca                                                                | Brasil    | Pingo de Respiro    | Selecionado |
| 2019 | Mostra MUMIA                                                                | Brasil    | Pingo de Respiro    | Selecionado |
| 2019 | FIBABC - Festival Iberamericano de Cortometrajes                            | Espanha   | Pingo de Respiro    | Finalista   |
| 2019 | Bang Awards                                                                 | Portugal  | Pingo de Respiro    | Selecionado |
| 2020 | 15º Encontro Nacional de Cinema e Vídeo dos Sertões - Melhor Filme          | Brasil    | Pingo de Respiro    | Vencedor    |
| 2020 | 15º Encontro Nacional de Cinema e Vídeo dos Sertões - Melhor Trilha Musical | Brasil    | Pingo de Respiro    | Vencedor    |

### Videoclipes e outras obras em vídeo
| Ano  | Título                 | Direção         | Observações            |
| ---- | ---------------------- | --------------- | ---------------------- |
| 2012 | Saudade                | Carlos Queiroz  |                        |
| 2013 | Light as Feathers      | Carlos Queiroz  |                        |
| 2013 | Simples                | Isabella Bretz  |                        |
| 2014 | Conversation           | Carlos Queiroz  |                        |
| 2016 | The River and The Fear | Eduardo Sanna   |                        |
| 2019 | Transitório            | Isabella Bretz  |                        |
| 2020 | De onde vem a canção   | Isabella Bretz  |                        |
| 2020 | Oferenda               | Isabella Bretz  | Música de Rodrigo Lana |
| 2020 | O Rio e o Medo         | Isabella Bretz  |                        |
| 2021 | Faísca de pó           | Jackson Abacatu |                        |
| 2022 | Cicatriz               | Jackson Abacatu |                        |
| 2022 | Sentido                |                 |                        |
| 2023 | Abajur                 | Luís Evo        | Ao Vivo                |
| 2023 | Bifurcação             | Luís Evo        |                        |

## Livros
Lançou em 2019, em parceria com Rodrigo Lana, o livro “Conhecimentos de Áudio para Cantores”, que objetiva apresentar o universo do áudio para esses profissionais com linguagem simples, desenvolvendo suas carreiras. O projeto deu origem ao compartilhamento gratuito sobre o tema nas redes sociais, a oficinas e masterclasses.
Em 2022 foi lançado o livro ilustrado de poesia "Pequenezas", acompanhando um disco com 16 minicanções e 4 animações. A obra conta com o prefácio do escritor português José Luís Peixoto.  
Isabella tem algumas participações em antologias poéticas, como “Cem poemas, cem mil sonhos” (selo editorial Starling), Conexões Atlânticas (In-finita) e outras.

## Prêmios
Com o Pequenezas, Isabella Bretz ganhou o Troféu Cacto de Ouro no 15º Encontro Nacional de Cinema e Vídeo dos Sertões, na categoria Melhor Trilha Musical de Animação, com Pingo de Respiro. A obra também foi vencedora das categorias Melhor Filme de Animação e Melhor Diretor (Jackson Abacatu).
Em 2021, o Sonora - Festival Internacional de Compositoras foi laureado como Melhor Festival de Música Independente no Prêmio Profissionais da Música. No mesmo ano, Isabella foi finalista nas categorias Melhor produtora executiva, Projetos Musicais Especiais: Livros Técnico Musicais e Projetos Musicais Especiais: Trilha de Cinema.'